# Der var engang i Amerika
Der var engang i Amerika (originaltitel: Once Upon a Time in America) er en amerikansk krimifilm fra 1984 instrueret af Sergio Leone.

## Medvirkende
- Robert De Niro – David «Noodles» Aaronson
- James Woods – Maximilian 'Max' Bercovicz
- Elizabeth McGovern – Deborah Gelly
- Treat Williams – James Conway O'Donnell
- Tuesday Weld – Carol
- Joe Pesci – Frankie Minaldi
- Burt Young – Joe Minaldi
- James Hayden .... Patrick 'Patsy' Goldberg
- Larry Rapp .... 'Fat' Moe Gelly
- Danny Aiello .... Police Chief Vincent Aiello
- William Forsythe .... Philip 'Cockeye' Stein